# Jonathan Iglesias
Jonathan Damián Iglesias Abreu, dit Jonathan Iglesias, né le 17 décembre 1988 à Montevideo en Uruguay, est un footballeur uruguayen, qui évolue au poste de milieu de terrain.

## Biographie
Iglesias grandit en Uruguay. Il évolue jusqu'en 2014 avec le club d'El Tanque Sisley, en Uruguay, avant d'être prêté à l'AS Nancy-Lorraine pour la saison 2014-2015, ou il dispute 33 matchs et fait 4 passes décisives. En 2015, au mercato estivale, il renouvelle son contrat sous forme de prêt d'une année supplémentaire. Le 2 octobre 2015, il inscrit son premier but sous les couleurs nancéiennes face à l'AC Ajaccio au stade Marcel Picot. Le 6 mai 2016, il est titulaire lors du match AS Nancy-Lorraine-Évian Thonon Gaillard. Il joue tout le match et lui et son équipe remportent le championnat de France de Ligue 2. Lors du dernier match de la saison, il inscrit un superbe but en demi-volée face au Tours FC.
En août 2016, malgré des approches de Laval et de Troyes, il ne trouve pas de club. Le 30 janvier 2017, il rejoint le Clermont Foot, et s'est engagé jusqu'à la fin de saison. Depuis, Jonathan s'est imposé en tant que titulaire à Clermont jusqu'à devenir le capitaine de l'équipe et l'un des joueurs actifs les plus capés en Ligue 2.
Le 3 janvier 2022, il s'engage jusqu'en 2023 avec le Paris FC et retrouve la Ligue 2.